# Kovász

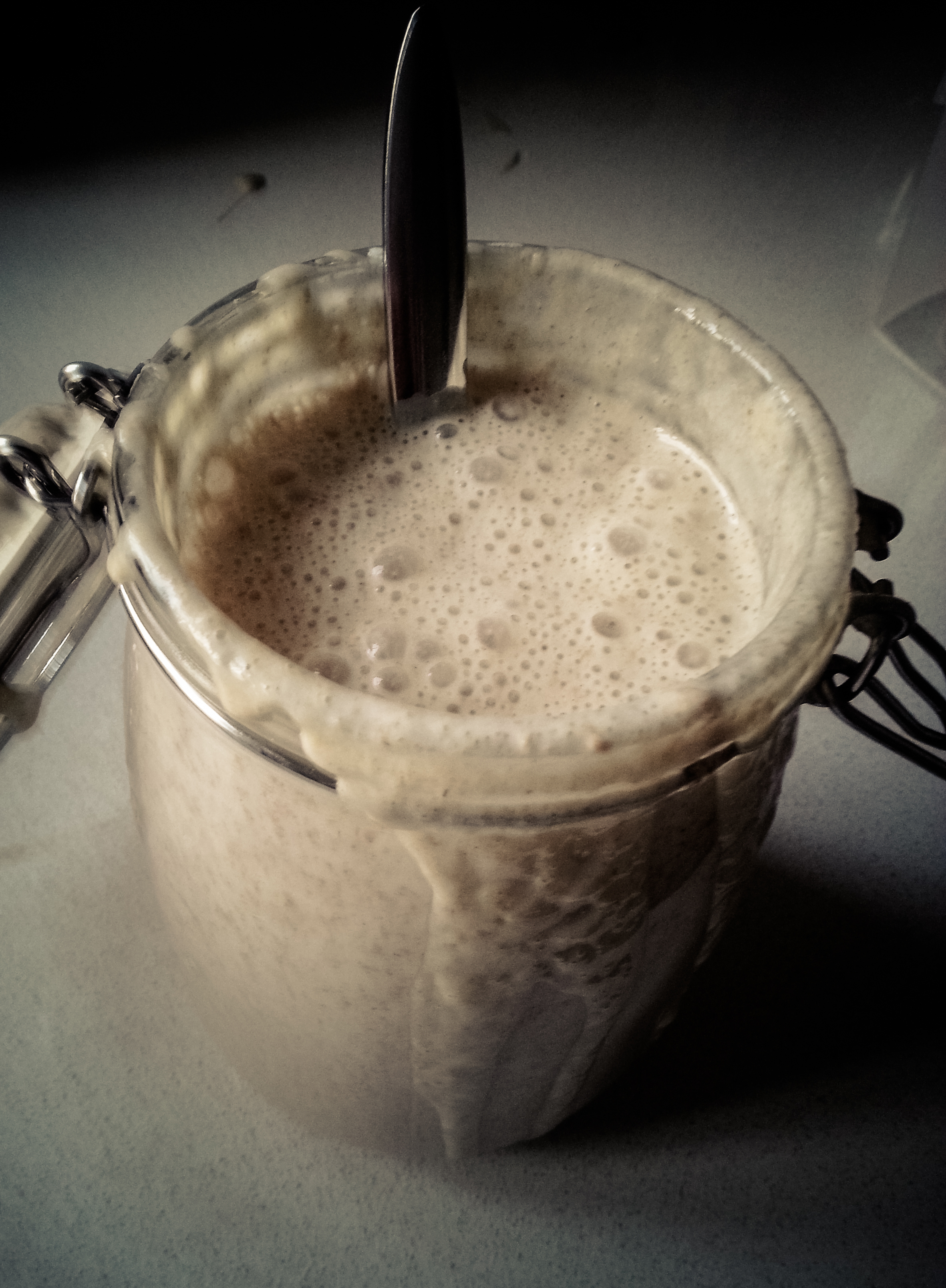
Frissen előállított kovász

A kovász előtészta, amely liszt, víz és élesztő felhasználásával készül. Kisipari, illetve otthoni kenyérkészítés esetén az élesztő elhagyható, mivel a liszt vizes szuszpenziójában a természetes élesztőgombák és tejsav-, ecetsavbaktériumok elszaporítása biztosítható. Főleg kenyér előállításához használják.

## Célja
- Az élesztőgombák elszaporítása, miáltal nagyobb lesz a lazító hatása.
- A savtermelő mikrobák elszaporítása, ezáltal az íz és az aroma kialakítása.
- A fehérjék duzzadásának elősegítése.

## Készítése
Hozzávalók:
- liszt, a dagasztáshoz szükséges mennyiség 25-65%-a (tört)
- víz, a kovászoláshoz felhasznált liszt tömegének 50-120%-a (tört)
- kovászmag (megmaradt régi tészta vagy érett kovász), a kovászoláshoz felhasznált liszt tömegének 2-4%-a (tört), szerepe az erőteljesebb savanyítás, gyorsabb érés

Munkamenet:
- Az alapanyagokat összekeverjük, a kovász hőmérsékletét, a liszt és a terem hőmérsékletét figyelembe véve, a víz hőmérsékletével állítjuk be, 25-30 °C-ra.
- Ezután a kovászt érni hagyjuk, az érést befolyásolja a kovász sűrűsége, hőmérséklete és a élesztőgombák valamint tejsavbaktériumok mennyisége.
- Érési idő:
  - rövid 3-4 óra, süteményeknél
  - közepes 6-8 óra, búzakenyereknél
  - hosszú 16-20 óra, rozskenyereknél

- Az érettség megállapítása:
  - érzékszervi úton, az illat, térfogatváltozás és a rugalmasság alapján
  - savfokméréssel

- Az érési idő letelte után a tésztához szükséges többi összetevőt hozzáadjuk, és tésztát dagasztunk.

## A kovász technológiai mutatói

### A kovász nagysága
A kovász nagyságán az összes kovászba adagolt liszt mennyiségét értjük a termék készítéséhez felhasznált összes liszt százalékában kifejezve.
Kis sikértartalmú vagy gyenge sikérminőségű lisztek esetében kis kovászt, erős, szívós sikérű lisztek esetében nagyobb kovászt kell készíteni. Így a gyenge sikérrel rendelkező liszt esetében kisebb mértékű lesz a fehérjebomlás, a szívósabb sikérrel rendelkező liszt esetében a nagyobb mértékű fehérjebomlás kedvezően befolyásolja a liszt mechanikai tulajdonságait.
A kovászokat nagyság szerint csoportosíthatjuk:
- kis kovász 25-35% ( tört )
- közepes kovász 35-45% ( tört )
- nagy kovász 45-65% (tört)

A leggyakoribb a 40% (tört) körüli kovásznagyság, fehértermékeknél szokás kiskovászt alkalmazni. A nagykovász többnyire a szakaszos kovászolás eredménye.

### A kovász sűrűsége
A kovász "sűrűségén" a kovászoláshoz felhasznált víz mennyiségét értjük, a kovászoláshoz adagolt liszt százalékában kifejezve.
A kovászok sűrűsége 50-120% (tört) között változik. A kovászok sűrűség szerinti elnevezése:
- 50-60% ( tört) sűrű vagy kemény kovász
- 60-80% ( tört) félsűrű kovász
- 80-120% ( tört) híg kovász

A híg kovászban kedvezőbbek a feltételek az enzimes, a mikrobiológiai, illetve a kolloidális folyamatok számára. Ezen kívül előnyös az is, hogy a tésztakészítéshez felhasznált víznek nagyobb százaléka kerül bele, ami a kovász érése közben szén-dioxiddal telítődik, így ez tésztaérés közben felszabadul és a tészta lazítására fordítódik. Híg kovászt többnyire a folyamatos tésztakészítő berendezésekben használunk. Amellett, hogy érvényesülnek a pozitív technológiai hatásai, műszakilag egyszerűbben megoldható a szállítása és adagolása is.
A sűrű kovásznak az előnye a kisebb helyigény, többnyire akkor szokás alkalmazni, ha kevés a csésze az üzemben.
A gyakorlatban legtöbbször a félsűrű kovász alkalmazása a megszokott.

### A kovász hőmérséklete
A kovász hőmérsékletét a liszt és az üzem hőmérsékletének figyelembevételével a víz hőmérsékletével állíthatjuk be.
A kovász kezdeti hőmérséklete 25-30 °C, amely az érés folyamán 3-4 °C-kal emelkedik az alkoholos erjedés közben felszabaduló hőenergiától. A hűvösebb kovász jobban kedvez az élesztőgombák szaporodásának, míg a melegebb kovász erőteljesebben savanyodik, nagyobb mértékű benne a fehérjebontás, rövidebb érési idővel rendelkezik.

### A kovász érési ideje
A kovász érési ideje több dologtól is függ, úgy, mint a kovász hőmérséklete, a kovász sűrűsége. Minél hígabb, minél melegebb, minél több természetes élesztőgomba és tejsavbaktérium található a felhasznált lisztben (ami a liszt feldolgozási minőségétől – teljes kiőrlésű gabona alapú vagy sem – és a liszt feldolgozási technológiájától függ – mennyi természetes mikroorganizmus maradt életben), annál rövidebb lesz az érési ideje.
Az érési idő tág határok között változhat. A rövid érési idejű kovászok 3-4 óra alatt érnek be, ezeket főként fehértermékeknél alkalmazzuk. A közepes érési idejű kovászok 4-6 óra alatt érnek be. A kenyérféléknél átlagosan 6 óra a kovászérés időtartama. Az üzem adottságai, illetve a műszakok beosztása miatt előfordul 18-20 órás érési idővel rendelkező kovász is. Ezen hosszú érési idejű kovászt alkalmazzák a rozslisztet tartalmazó termékeknél is, mivel a savanyúbb kovász előnyösen befolyásolja a rozsliszt nem éppen kedvező tulajdonságait.

### A kovász érettségi állapotának megállapítása
Ez történhet érzékszervi, illetve laboratóriumi vizsgálatokkal is. A laboratóriumi vizsgálat hátránya, hogy mire elvégzik a méréseket, addigra a kovász már tovább érett, így csak utólagos eredményt képes adni.
- Éretlen kovász jellemzői
  - Híg kovász esetében kis térfogatú, kevéssé lazított a kovász
  - Félsűrű kovásznál a kis térfogat jellemző, illetve a kovász rugalmas és lazítatlan
  - Sűrű kovász esetében a kovász domború, kemény, lazítatlan és rugalmas

- Érett kovász jellemzői
  - 3-5 ujjnyi térfogat visszaesés, savanyú illat jellemző a híg kovászra
  - Félsűrű kovász esetén a térfogata kb. a másfélszeresére nő, rugalmatlan, savanyú illatú
  - A sűrű kovász esetében az érett kovász száraz tapintású, szálkás szerkezettel rendelkezik, erősen lazított, savanyú illatú

- Túlérett kovász jellemzői
  - Többszöri vagy nagymértékű visszaesés és erőteljesen savanyú szag jellemzi a híg kovászt
  - Félsűrű kovásznál a térfogata visszaesik, szakadozik és erőteljesen savanyú szaggal bír
  - A sűrű kovásznál a felszíne behorpad, rugalmatlan, nyálkás tapintású, erősen savanyú szagú

Laboratóriumi vizsgálat esetén
- Mérik a kovász savfokát
- Mikroszkópos vizsgálattal nyomon követhető az élesztősejtek szaporodása
- Hajtóerő-vizsgálattal megállapítható a kovász tésztalazító képessége

### Erjedési veszteség
A kovász érése közben zajló alkoholos erjedés közben a szén-dioxid gáz egy része eltávozik a kovászból. Ez 1,2-2,7% (m/m) anyagveszteségként jelentkezik. A nagyobb, hígabb, melegebb és több élesztőt tartalmazó kovászok erjedési vesztesége nagyobb.

## Kovászmag
Kovászoláskor lehetőség van arra, hogy kovászmagot is használjunk a kovász készítéséhez. A kovászmag a már az érett kovászt jelenti, ebből az összes lisztre számítva 1-2%(m/m)-ot a frissen készülő kovászba adagolunk.
A kovászmag lisztes táptalajhoz szokott élesztősejteket illetve tej- és ecetsavtermelő baktériumokat tartalmaz. A kovász érési idejét lerövidíti, illetve erőteljesen savanyítja azt. Használatával erőteljesebben savanyítható a kenyér, ezáltal megakadályozható a bélzet nyúlósodása is. Továbbá a savanyú közeg a hibás lisztek esetében gátolja az enzimtevékenységet, ezáltal jobb minőségű lesz a késztermék.

## Szakaszos kovász
Szakaszos, hosszú érési idejű kovászt többnyire a rozslisztből készült termékek esetében alkalmazunk.
Először a kovászmagot szokás elkészíteni, majd néhány órai érlelés után rákovászolunk. A rákovászolással fokozatosan növeljük a kovász nagyságát, mindeközben a kovász savtartalma fokozódik. Az élesztő hajtóereje periodikusan változik, mert a tápanyagul szolgáló cukor mennyisége csökken a kovászban. Rákovászolás esetén friss, erjeszthető nyersanyagot viszünk a tésztába, ezáltal a hajtóerő ismét megnő.
Az elkészült, erősen savanyú – relatíve magas savtartalmú – kovász előnyösen hat a rozsliszt fehérjéire, mivel savas közegben a rozsliszt fehérjéi erőteljesebben megduzzadnak.

## Lejátszódó folyamatok
- Enzimes:
  - keményítő – amiláz enzim → malátacukor – maltáz enzim→C6H12O6
  - fehérje – proteáz enzim → aminosavak

- Mikrobiológiai:
  - alkoholos erjedés, C6H12O6 – zímáz→ 2CH3CH2OH + 2CO2 +Hő
  - homofermentatív tejsavas erjedés, cukor – tejsav baktérium→ tejsav
  - heterofermentatív erjedés, cukor → tejsav, ecetsav, alkohol, CO2.

- A tejsav, ecetsav optimális aránya három az egyhez.
- Az erjedési veszteséget az okozza, hogy a keletkezett CO2 egy része eltávozik, mértéke 1,2-2,7% az összlisztre számítva.

## Kovászpor
Kovászhelyettesítő anyag, szerepe a kenyérkészítés idejének a lerövidítése, mert elmarad a kovászkészítés folyamata.
- Előállítása:
  - híg kovászt (liszt, víz, élesztő, tejsavó) érlelnek, majd porlasztva szárítják

- Tulajdonsága:
  - sárgásfehér, erőteljes szagú por, vízben jól oldódik
  - savfoka 65-85

- Felhasználása:
  - általában kenyér készítésekor 3%-ban, de több élesztő szükséges a tésztához
  - ecetsav adagolása szükséges a tésztához (a tej- és ecetsav arányának a fenntartásához kelletik)

- Technológiai hatása:
  - javítja a tápértéket, mert állati fehérjét viszünk be (savófehérje)
  - csökken a lisztfelhasználás
  - javul a tészta vízfelvevő képessége
  - késlelteti a tészta öregedését
  - laza bélszerkezetű tésztát kapunk